# Commandant Barot
Jean Capel, alias Commandant Barot dans la résistance, né le 22 février 1910 à Toulouse et mort le 28 mai 1944 à La Parade en Lozère, est un résistant français. Membre de l'AS et cofondateur du maquis Bir-Hakeim, il prend rapidement la tête de ce dernier en 1943. Son maquis, constamment harcelé par les forces d'occupation parvient à trois reprises à échapper à des coups de filet allemands, mais la quatrième lui est fatale. Surpris avec ses hommes au village de La Parade, Jean Capel est tué avec la plupart de ses hommes le 28 mai 1944.

## Jeunesse
Jean Capel est né le 22 février 1910 à Toulouse de Raymond Capel, agent d'assurance et Cécile Belugou. En 1934, il se marie avec Suzanne Darrenougué, qui le soutiendra dans ces activités résistantes. Jean adhère  au parti communiste en 1931, mais finit par prendre ses distances avec le parti pour des raisons mal connues, probablement le pacte germano-soviétique,.
En 1939, Jean Capel est mobilisé comme soldat de deuxième classe au 281e régiment d'infanterie. Il part dans les Alpes où il est affecté à un bataillon de skieurs. Après l’Armistice du 22 juin 1940 dirigé par le maréchal Philippe Pétain et représenté par le général Charles Huntziger et sa démobilisation, il s’installe à Toulouse.

## Dans la résistance

### La création de Bir-Hakeim
C'est au printemps 1942 que Jean intègre le mouvement Combat; l'été de la même année, il fait la connaissance de Victor Rigal, responsable de l'AS de Toulouse, avec qui il décide de recruter des gens pour former un groupe de combat qui passera à l'insurrection le moment venu. Georges Couci, un instituteur, se joint également au projet. Rigal est arrêté dès septembre 1942, mais Capel et Couci n'en continuent pas moins l'entreprise. Le groupe ainsi formé est reconnu par l'AS le 2 juin 1943 et prend le nom de Bir-Hakeim, codirigé par Capel et Couci à distance, le camp étant dirigé sur place par Christian de Roquemaurel.
Après une courte période à Villefranche, le maquis est forcé, sous la pression allemande, de déménager à Rosis, dans l'Hérault. Le 10 septembre, le maquis est attaqué pour la première fois par l'occupant. Dans le combat qui s'ensuit, les biraquins se défendent si bien qu'ils parviennent à briser l'encerclement en préservant la majorité des effectifs. Après être resté quelque temps dans les parages d'Eaux-Bonnes, Couci et Capel déplace le maquis au mas de Terris, dans le Gard.

### Seul à la tête du maquis
Le 17 décembre 1943, Couci est arrêté. Resté seul, Jean, maintenant surnommé Commandant Barot, se retrouve seul à la tête de Bir-Hakeim. Pour être secondé dans sa tâche, il s'entoure de cadres efficaces, comme Roquemaurel, qui a toujours le commandement militaire du maquis et Paul Demarne, qui se charge de recruter des hommes fiables. Durant la période gardoise, la réputation du maquis et de son chef grandit grâce à des coups de mains audacieux contre les dépôts de Vichy. Dans le même temps, Barot travaille à unifier les maquis AS de la Lozère et du Gard, mais les dissensions avec les autres chefs de maquis, qui tiennent à leur autonomie, feront avorter le projet. Dénoncé, le maquis dut déménager au mas de Serret le 26 janvier, où il fut également découvert seulement un mois plus tard. Le 27 février au matin, les Allemands attaquent le camp, mais bien que surpris, les biraquins opposent une défense cohérente qui leur permet de se replier en abandonnant seulement un mort.
Le maquis élut domicile en mars près de Moissac, où se trouvaient déjà les maquis Lapierre et Montaigne, ce dernier de la MOI. Les trois maquis restèrent environ un mois dans ce camp avant d'être découverts fortuitement par les Allemands. Le 7 avril, une voiture de feldgendarmerie fut mitraillée près du camp, révélant sa présence à l'occupant, qui passa à l'attaque le 12 avril. Pour la troisième fois consécutive, Bir-Hakeim s'en tire et l'opération est un échec pour les Allemands qui laissent s’échapper presque l’entièreté des maquisards qui ne perdent que trois hommes. Suit alors une longue période de déplacement pour les biraquins à travers les Cévennes au cours de laquelle Roquemaurel est capturé. Pour ne rien arranger, Barot est convoqué le 3 mai par les chefs locaux qui le somment de s'expliquer, le taxant d'imprudence et de "voler" leurs hommes au profit de Bir-Hakeim, qui sont en fait simplement attirés par le charisme de son chef. Durant les débats, on lui fait même remarquer qu'à chaque fois que ses hommes ont été attaqués, il n'était jamais présent. Pour finir, Barot s'incline et accepte de quitter les Cévennes.

### Décès
Après un court établissement au mont Aigoual, Barot doit déplacer son maquis une fois de plus après avoir été survolé par un avion allemand. Bir-Hakeim évacue l'endroit dans la nuit du 25 au 26 mai et va s'installer à La Parade, dans le causse Méjean. La présence du maquis est très vite remarquée par les autorités qui en informent immédiatement les Allemands qui lancent sur le champ une opération. Le matin du 28 mai, les biraquins se découvrent encerclés par une compagnie arménienne de l'ost legion. La plupart des maquisards sont tués ou capturés dans la bataille, seuls quelques-uns  parviennent à passer au travers du dispositif ennemi. Barot est lui-même tué alors qu'il tentait de briser l'encerclement avec quelques hommes. Au total, 61 maquisards meurent dans l'opération, dont 27 prisonniers exécutés le lendemain.
D'abord enterré sur le lieu du combat, Jean fut inhumé de nouveau en octobre 1944, puis à nouveau exhumé pour être enterré à Lamalou-les-Bains, où il avait passé son enfance. Au cours de la cérémonie, ses convictions communistes furent révélées, lui qui les avait toujours cachées à ses camardes de la résistance. 